# Волас (Небраска)
Волас (енгл. Wallace) град је у америчкој савезној држави Небраска.

## Демографија
По попису из 2010. године број становника је 366, што је 37 (11,2%) становника више него 2000. године.
| Група             | 2000.       | 2010.       |
| Белци             | 326 (99,1%) | 294 (80,3%) |
| Афроамериканци    | 0 (0,0%)    | 0 (0,0%)    |
| Азијати           | 0 (0,0%)    | 3 (0,8%)    |
| Хиспаноамериканци | 2 (0,6%)    | 63 (17,2%)  |
| Укупно            | 329         | 366         |